# Lista över ledamöter av Sveriges riksdags första kammare 1933
Ledamöter av Sveriges riksdags första kammare 1933.

## Stockholms stad
- Ernst Trygger, f.d. justitieråd, h
- Sten Stendahl, grosshandlare, h, f. 1876
- Carl Forssell, h
- Gösta Bagge, h
- Eliel Löfgren, l
- Ernst Klefbeck, kyrkoherde, s, f. 1866
- Charles Lindley, förtroendeman, s
- Oskar Hagman, s
- Fredrik Ström, s
- Olof Carlsson, s
- Georg Branting, s
- Ture Nerman, kk

## Stockholms län och Uppsala län
- Theodor Borell, häradshövding, h, f. 1869
- Hjalmar Hammarskjöld, f.d. landshövding, h
- A.W. Rydberg, godsägare, h, f. 1869
- Carl-Axel Reuterskiöld, professor, bf, f. 1870
- Johan Larsson i Örbyhus, fabrikör, f, f. 1877
- Frits Gustav Möller, f.d. statsråd, s
- Carl Primus Wahlmark, typograf, s, f. 1883
- Albert Forslund, förbundsordförande, s, f. 1881
- Rickard Lindström, redaktör, s, f. 1894
- Wilhelm Källman, s, f. 1877

## Södermanlands och Västmanlands län
- Gustaf Sederholm, godsägare, h, f. 1868
- Gustaf Tamm, jägmästare, h, f. 1876
- Erik von Heland,  godsägare, h
- Bo von Stockenström, bruksägare, l, f. 1887
- Carl Svensson, överdirektör, s, f. 1879
- Wilhelm Björck, undervisningsråd, s
- Assar Emanuel Åkerman, häradshövding, s
- David Norman, folkskollärare, s
- Anders Johan Bärg, förrådsförman, s

## Östergötlands län med Norrköpings stad
- Israel Lagerfelt, friherre, godsägare, h
- David Pettersson i Bjälbo, lantbrukare, h
- Gustaf Adolf Björkman, borgmästare i Norrköping, h, f. 1871
- K.G. Westman, professor, bf, f. 1876
- Viktor Larsson, bankofullmäktige, s
- Oscar Olsson, lektor, s, f. 1877
- Gottfrid Karlsson, lokomotivförare, s, f. 1882
- Albert Bergström, byråföreståndare, s, f. 1869

## Jönköpings län
- Karl Johan Alfred Gustafsson, lantbrukare, h, f. 1862
- Karl Johan Ekman, hovrättsråd, h, f. 1863
- Jacob Spens, greve, landshövding, h, f. 1861
- Oscar Ericson i Oberga, lantbrukare, bf, f. 1866
- Robert Johansson-Dahr, folkskolinspektör, f. 1862, för Jönköping
- Ivan Pauli, lektor, s, f. 1885

## Kronobergs och Hallands län
- Martin Svensson i Kompersmåla, h, f. 1871
- Johan Bernhard Johansson, lantbrukare, h
- Georg Bissmark, borgmästare, h, f. 1871
- Arvid Thelin, adjunkt, h
- Per Gustafsson i Benestad, lantbrukare, bf, f. 1880
- Johan Larsson, lantbrukare, bf, f. 1875
- Carl Thorén, redaktör, f, f. 1874
- G.A. Larsén, folkskollärare, s, f. 1870

## Kalmar läns norra och södra landstingsområden samt Gotlands län
- Erik Anderson i Hägelåkra, lantbrukare, h, f. 1870
- Uno Wijkström, godsägare, h, f. 1872
- Gustaf Roos, f.d landshövding, h
- Nils Wohlin, generaltulldirektör, h
- Petrus Nilsson i Gränebo, lantbrukare, bf, f. 1881
- Lars Gunnar Bodin, lantbrukare, bf, f. 1872
- Ruben Wagnsson, folkskollärare, s

## Blekinge län och Kristianstads län
- Johan Nilsson i Skottlandshus, landshövding, h, f. 1873
- Erik Forssberg, vicekonsul, h, f. 1865
- Gustaf Ehrnberg, borgmästare i Simrishamn, h, f. 1867
- Alexander Nilsson i Fredriksfält, lantbrukare, bf, f. 1876
- Anton Pettersson, ombudsman, bf, f. 1879
- Elof Andersson i Fältenborg, lantbrukare, l, f. 1873
- William Linder, hovrättsråd, s
- Theodor Östergren, modellmästare, s, f. 1878
- Lars Borggren, bageriföreståndare, s, f. 1876

## Malmöhus län med Malmö stad och Helsingborgs stad
- Knut von Geijer, borgmästare, h, f. 1864,
- Jöns Jönsson i Slätåker, lantbrukare, h, f. 1867
- Ivar Öhman, häradshövding, h, f. 1868
- Anders Henriksson i Vinstorp, lantbrukare, bf
- Axel Löfvander, bf
- Jöns Pålsson, hemmansägare, l, f. 1870
- Nils August Nilsson i Kabbarp, trädgårdsodlare, s, f. 1867
- Olof Olsson, läroverksadjunkt, s, f. 1872
- Johan Nilsson i Malmö, redaktör, s, f. 1874
- Sven Linders, lantbrukare, s
- Edwin Berling, målarmästare, s, f. 1881
- Anton Hjalmarsson, assistent, s, f. 1882

## Göteborgs stad
- Gustaf Boman, grosshandlare, h, f. 1861
- Oskar Anshelm Nordborg, direktör, h
- Anders Lindblad, redaktör, s, f. 1866
- Hugo Höglund, arbetsförmedlingsföreståndare, s
- Edgar Sjödahl, lektor, s

## Göteborgs och Bohus län
- Eric Hallin, kammarherre, h, f. 1870
- Ludvig Widell, överdirektör, h, f. 1870
- Axel Sundberg, borgmästare, h, f. 1869
- Karl Andersson, byråchef, l
- Israel Holmgren, professor, f, f. 1871
- Sigfrid Hansson, redaktör, s, f. 1884

## Älvsborgs län
- Axel Fredrik Wennersten, direktör, h, f. 1863
- Karl Mellén, häradshövding, h
- Carl Bengtsson, lantbrukare, h
- Axel Nylander, civilingenjör, h
- Johan Johansson i Friggeråker, lantbrukare, bf, f. 1872
- John Björck, handelsträdgårdsmästare, f, f. 1881
- Edvard Björnsson, lektor, s, f. 1878
- Karl Sandegård, kyrkoherde, s, f. 1880

## Skaraborgs län
- Ernst Lundell, godsägare, h, f. 1857
- Fritiof Gustafsson, godsägare, h
- Ernst Svensson i Eskhult, lantbrukare, bf, f. 1880
- Edward Larson i Lerdala, lantbrukare, f, f. 1867
- August Johansson i Lövholmen, lantbrukare, f, f. 1864
- Torsten Ström, handlande, s, f. 1885

## Värmlands län
- Valfrid Eriksson, godsägare, h, f. 1879
- Fr. Julin, godsägare, h, f. 1873
- Mauritz Hellberg, redaktör, l, f. 1859
- Johan Bergman, f.d. professor, f
- Gustaf Strömberg, yrkesunderinspektör, s
- Karl Schlyter, häradshövding, s, f. 1879
- John Sandén, redaktör, s, f. 1867

## Örebro län
- Adolf Lindgren, direktör, h, f. 1864
- Gottfrid Karlsson i Gillberga, nämndeman, f, f. 1872
- Kerstin Hesselgren, yrkesinspektris, frisinnad vilde
- Anders Örne, statsråd, s
- Harald Åkerberg, redaktör, s, f. 1883

## Kopparbergs län
- August Ernfors (tidigare Eriksson), lantbrukare, h, f. 1864
- Herman Kvarnzelius, landshövding, l
- Emil Bjurström, f, f. 1874
- Daniel Alfred Petrén, överinspektör, s, f. 1867
- Erik Dalberg, ombudsman, s, f. 1869
- Ernst Åström, handlande, s, f. 1876

## Gävleborgs län med Gävle stad
- Hj. Halvarsson, lantbrukare, h, f 1880
- Per Andersson i Koldemo, hemmansägare, bf, f. 1876
- Carl Carlsson, bageriföreståndare, f, f. 1873
- Rickard Sandler, folkhögskolföreståndare, s
- Carl Eriksson i Ljusdal, möbelhandlare, s, f. 1881
- Nils Sigfrid Norling, redaktör, s, f. 1880
- Per Granath, postiljon, s, f. 1882

## Västernorrlands län och Jämtlands län
- Gustaf Velander, rådman, h, f. 1884
- Anders Olof Frändén, hemmansägare, h, f. 1866
- Leonard Tjällgren, lantbrukare, bf, f. 1878
- Henrik Andersson i Boda, hemmansägare, bf, f. 1880
- Sam Larsson, byråchef, f, f. 1883
- Janne Walles, kassör, s, f. 1871
- Carl Albert Lindhagen, borgmästare, s, f. 1860
- Ivar Vennerström, redaktör, s, f. 1881
- Mauritz Västberg, redaktör, s
- Nils Andersson i Östersund, redaktör, s, f. 1891

## Västerbottens län och Norrbottens län
- Olof Bergqvist, biskop, h, f. 1862
- Nils Gabrielsson, lantbrukare, h, f. 1876
- P. Sandström, rådman, h, f. 1875
- Carl Lindmark, lantbrukare, h, f. 1880
- Gustav Rosén, statsråd, f
- P.E.A. Jonsson i Lycksele, sekreterare, f, f. 1869
- David Hansén, grosshandlare, f
- Carl Immanuel Asplund, bergmästare, s, f. 1872
- Karl Johansson, lokomotivförare, s, f. 1881